# Olympische Winterspiele 1984/Nordische Kombination
Bei den XIV. Olympischen Winterspielen 1984 in Sarajevo fand ein Wettbewerb in der Nordischen Kombination statt. Austragungsorte waren die Igman Olympic Jumps und Igman, Veliko Polje in der Gemeinde Hadžići. 

## Austragungsmodus
In den Anfangsjahrzehnten wurde die Nordische Kombination in nur einer Variante ausgetragen. Dies war hier in Sarajevo zum letzten Mal der Fall. Wie seit vielen Jahren fand zunächst das Skispringen und als zweite Disziplin am Tag darauf der Langlauf über 15 Kilometer statt. Der Sprunglauf bestand aus drei Versuchen, von denen die besten zwei Sprünge in die Wertung kamen. Beim Lauf gingen die Teilnehmer nach wie vor mit jeweils halbminütigem Abstand ins Rennen, sodass der Gesamtstand bis zum Ende nicht besonders transparent war und auch nach Abschluss des Wettbewerbs erst noch gerechnet werden musste, bis das Endergebnis feststand.
Schon bei den kommenden Spielen in Calgary sollte die Gundersen-Methode, in der die Teilnehmer mit ihren Abständen aus dem Springen das Rennen aufnehmen und die Reihenfolge am Ende auch den Endstand darstellt, zum ersten Mal bei Olympischen Spielen zur Anwendung kommen. Dort wurde mit dem Mannschaftswettbewerb auch erstmals eine zweite Disziplin in der Nordischen Kombination in das olympische Programm aufgenommen. Diese Disziplin war erstmals bei den Weltmeisterschaften 1982 in Oslo ausgetragen worden. Im Olympiajahr 1984 gab es im März zusätzlich noch eine Weltmeisterschaft in Rovaniemi für diesen Teamwettbewerb. Der hier in Sarajevo ausgetragene Einzelwettbewerb wurde zum einzigen Mal in der Sportgeschichte auch als Weltmeisterschaft gewertet.

## Ausgangssituation
Bereits seit 1974 war der 28-jährige Tom Sandberg Norwegens bester Athlet in der Nordischen Kombination. Im Alter von nur achtzehn Jahren hatte er 1974 den bedeutsamen Wettbewerb am Holmenkollen gewonnen. In der Zeit von 1974 bis 1984 war er neunmal norwegischer Meister geworden und war zur großen Freude seines Heimpublikums 1982 in Oslo Weltmeister geworden. Sandbergs beste olympische Platzierung war der vierte Platz 1980. Nun war sein Ziel, bei den Spielen hier in Sarajevo eine Medaille zu gewinnen, bevor er seine Karriere beendete. Seine größten Rivalen wurden aus der DDR und Finnland erwartet. Die DDR hatte allerdings die Lücke nach dem Rücktritt des großen Ulrich Wehling, der von 1972 bis 1980 dreimal in Folge Olympiasieger geworden war, nicht füllen können. Wehlings Landsmann Konrad Winkler, Weltmeister von 1978, hatte seine Karriere beendet, nachdem er 1982 Vizeweltmeister hinter Sandberg geworden war.

## Bilanz

### Medaillenspiegel
| Platz  | Land     | Gold | Silber | Bronze | Gesamt |
| ------ | -------- | ---- | ------ | ------ | ------ |
| 1      | Norwegen | 1    | –      | –      | 1      |
| 2      | Finnland | –    | 1      | 1      | 2      |
| Gesamt | Gesamt   | 1    | 1      | 1      | 3      |

### Medaillengewinner
| Disziplin | Gold               | Silber                  | Bronze               |
| --------- | ------------------ | ----------------------- | -------------------- |
| Einzel    | Tom Sandberg (NOR) | Jouko Karjalainen (FIN) | Jukka Ylipulli (FIN) |

## Ergebnisse
| Rang | Land | Athlet               | Springen    | Langlauf   | Langlauf     | Gesamt  |
| Rang | Land | Athlet               | Pkte. (Pl.) | Zeit [min] | Pkte. (Pl.)  | Punkte  |
| ---- | ---- | -------------------- | ----------- | ---------- | ------------ | ------- |
| 01   | NOR  | Tom Sandberg         | 214,7 00(1) | 47:52.7    | 207,895 0(2) | 422,595 |
| 02   | FIN  | Jouko Karjalainen    | 196,9 0(15) | 46:32.0    | 220,000 0(1) | 416,900 |
| 03   | FIN  | Jukka Ylipulli       | 208,3 00(5) | 48:28.5    | 202,525 0(5) | 410,825 |
| 04   | FIN  | Rauno Miettinen      | 205,5 00(6) | 49:02.2    | 197,470 0(9) | 402,970 |
| 05   | FRG  | Thomas Müller        | 209,1 00(3) | 49:32.7    | 192,895 (12) | 401,995 |
| 06   | URS  | Oleksandr Proswirnin | 199,4 0(13) | 48:40.1    | 200,785 0(6) | 400,185 |
| 07   | GDR  | Uwe Dotzauer         | 199,5 0(12) | 48:56.8    | 198,280 0(7) | 397,780 |
| 08   | FRG  | Hermann Weinbuch     | 201,6 0(10) | 49:13.4    | 195,790 (10) | 397,390 |
| 09   | AUT  | Klaus Sulzenbacher   | 204,0 00(7) | 49:48.2    | 190,570 (14) | 394,570 |
| 10   | NOR  | Geir Andersen        | 203,8 00(8) | 49:56.3    | 189,355 (18) | 393,155 |
|      |      |                      |             |            |              |         |
| 15   | GDR  | Gunter Schmieder     | 208,4 00(4) | 51:16.3    | 177,355 (24) | 385,755 |
| 16   | GDR  | Andreas Langer       | 195,1 (=16) | 49:52.8    | 189,520 (15) | 384,620 |
| 18   | FRG  | Dirk Kramer          | 189,0 (=19) | 49:43.7    | 191,245 (13) | 380,245 |
| 24   | FRG  | Hubert Schwarz       | 181,6 0(23) | 51:42.0    | 173,500 (26) | 35,100  |
| 26   | SUI  | Walter Hurschler     | 143,8 0(28) | 48:12.4    | 204,940 0(4) | 348,740 |

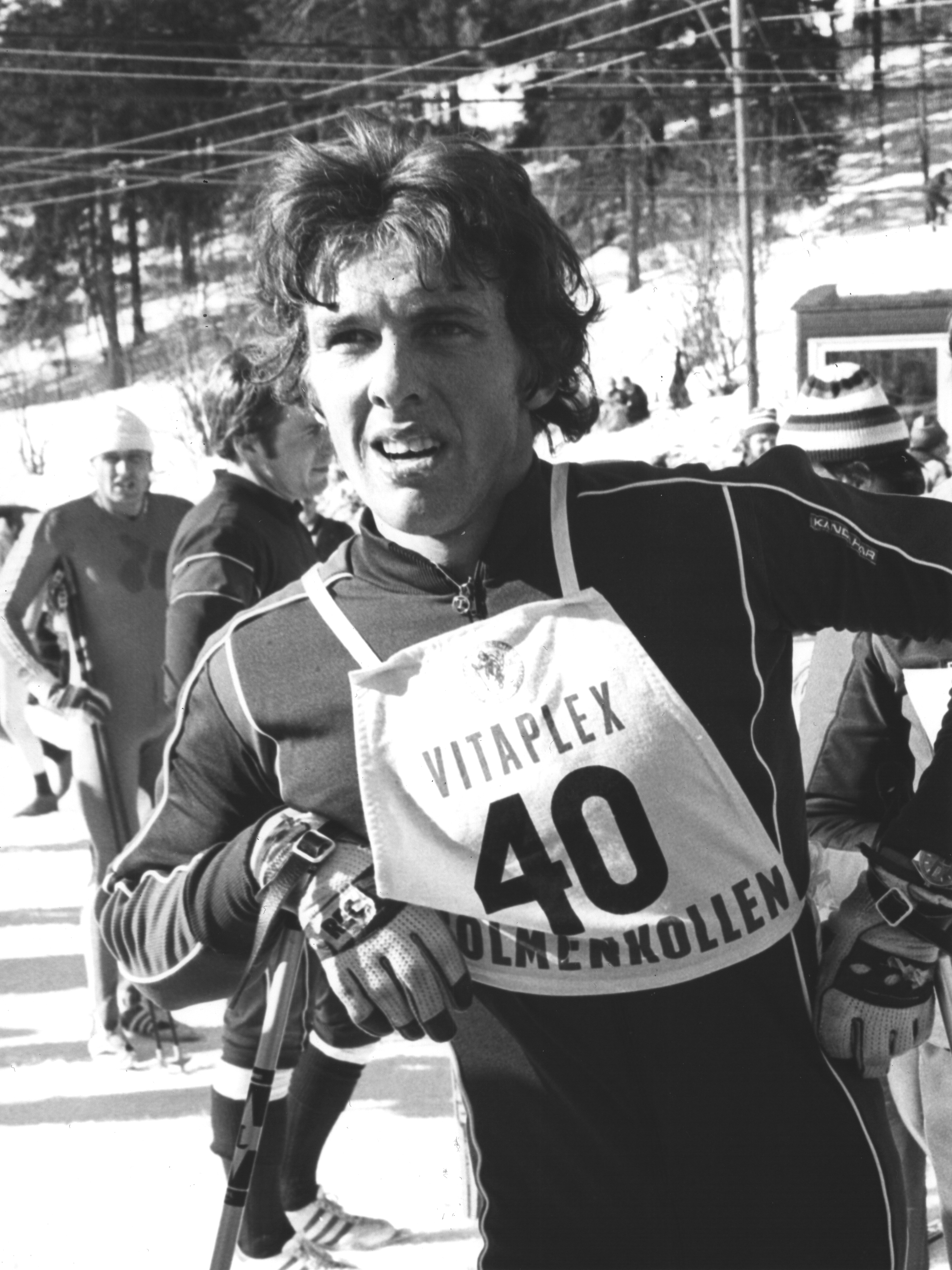
Tom Sandberg – in seinem letzten Jahr als aktiver Sportler wurde er Olympiasieger

Springen: 11. Februar 1984, Normalschanze; K-Punkt: 90 m
15-km-Langlauf: 12. Februar 1984
Höhenunterschied: 134 m / Maximalanstieg: 36 m / Totalanstieg: 455 m
28 Teilnehmer aus 11 Ländern, alle in der Wertung
Der norwegische Favorit Tom Sandberg startete gut in den Wettkampf und lag nach dem Springen vorn. Ihm folgte der relativ unbekannte sowjetische Athlet Sergei Tscherwjakow. Dritter war der Bundesdeutsche Thomas Müller. Der Finne Rauno Miettinen wurde Sechster im Springen. Auch sein Landsmann Jouko Karjalainen, Olympiazweiter von 1980 war als starker Langläufer mit Platz fünfzehn von 28 Teilnehmern immer noch in der Position für eine Medaille. Der beste DDR-Athlet Uwe Dotzauer enttäuschte im Springen als Zwölfter.
Im Langlauf startete Karjalainen eine Minute hinter Sandberg als Vorletzter. Der Finne musste seinem norwegischen Rivalen etwa 2:15 Minuten abnehmen, um ihn in der Endwertung zu überholen. Bei Kilometer neun zog Karjalainen vorbei an Sandberg, doch auf den letzten sechs Kilometern verlor Sandberg nur noch zwanzig Sekunden. Karjalainen war Langlaufschnellster mit einem komfortablen Vorsprung, aber Sandberg wurde Zweiter und durfte sich als Olympiasieger feiern.
Karjalainen gewann wie vier Jahre zuvor Silber und ein weiterer Finne, der 21-jährige Jukka Ylipulli, kam überraschend auf den Bronzeplatz, nachdem er sowohl im Springen als auch im Langlauf Rang fünf belegt hatte. Miettinen beendete seine Karriere mit einem vierten Platz und Müller schnitt als Fünfter weit besser ab als erwartet. Tscherwjakow fiel vom zweiten auf den zwölften Rang zurück, aber sein neunzehnjähriger Teamkollege, der Ukrainer Oleksandr Proswirnin, verbesserte sich vom dreizehnten auf den sechsten Platz und erreichte damit die beste sowjetische Platzierung in der Nordischen Kombination seit zwanzig Jahren.
Tom Sandberg beendete seine letzte Saison eindrucksvoll, wurde Weltcupsieger in der Nordischen Kombination für die Saison 1983/84 und gewann schließlich im März in Rovaniemi eine weitere WM-Goldmedaille als Mitglied der norwegischen Mannschaft im Teamwettbewerb.

## Videolinks
- 1984 Winter Olympics - Nordic Combined - Part 1, youtube.com. Abgerufen am 14. August 2023
- 1984 Winter Olympics - Nordic Combined - Part 2, youtube.com. Abgerufen am 14. August 2023
- 1984 Winter Olympics - Nordic Combined 3rd Jump, youtube.com. Abgerufen am 14. August 2023
- 1984 Winter Olympics - Nordic Combined 15K Cross Country - Part 1, youtube.com. Abgerufen am 14. August 2023
- 1984 Winter Olympics - Nordic Combined 15K Cross Country - Part 2, youtube.com. Abgerufen am 14. August 2023